# Eleições estaduais em Goiás em 2014
As eleições estaduais de Goiás em 2014 foram realizadas em 5 de outubro, como parte das eleições gerais no Brasil. Na ocasião, os 4,2 milhões de cidadãos goianos aptos a votar elegeram seus representantes na Câmara dos Deputados, no Senado e na Assembleia Legislativa. Também escolherão o Presidente da República e o Governador para o mandato que se inicia em 1° de janeiro de 2015 e termina em 31 de dezembro de 2018. Caso nenhum dos candidatos aos cargos do Poder Executivo (presidente e governador) atinja mais de 50% dos votos válidos, um segundo turno será realizado em 26 de outubro. Os mandatários, a presidente Dilma Rousseff e o governador Marconi Perillo, ambos eleitos em 2010, foram reeleitos.

## Resultado da eleição para governador

### Primeiro turno
| Candidatos a governador do estado | Candidatos a vice-governador | Número | Coligação | Votação   | Percentual |
| --------------------------------- | ---------------------------- | ------ | --- | --------- | ---------- |
| Marconi Perillo PSDB              | José Eliton Júnior PP        | 45     | Garantia de um Futuro Melhor para Goiás (PSDB, PP, PSD, PR, PDT, PTB, PRB, PPS, PROS, PV, PEN, PHS, PMN, PSL, PTC, PTdoB) | 1.451.330 | 45,86%     |
| Iris Rezende PMDB                 | Armando Vergílio SD          | 15     | Amor por Goiás (PMDB, SD, DEM, PCdoB, PPL, PRTB, PTN)                                                                     | 898.645   | 28,40%     |
| Vanderlan Cardoso PSB             | Alcides Ribeiro Filho PSC    | 40     | Participação Popular (PSB, PSC, PRP)                                                                                      | 474.090   | 14,98%     |
| Antônio Gomide PT                 | José do Carmo Siqueira PT    | 13     | — | 319.233   | 10,09%     |
| Weslei Garcia de Paulo PSOL       | Cíntia Aparecida Dias PSOL   | 50     | — | 10.522    | 0,33%      |
| Marta Jane da Silva PCB           | Felipe Rodrigo Nicknig PSTU  | 21     | Construindo o Poder Popular: Goiás para os Trabalhadores (PCB, PSTU)                                                      | 5.786     | 0,18%      |
| Alexandre Magalhães PSDC          | Rodrigo Adorno Noleto PSDC   | 27     | — | 5.105     | 0,16%      |

### Segundo turno
| Candidatos a governador do estado | Candidatos a vice-governador | Número | Coligação | Votação   | Percentual |
| --------------------------------- | ---------------------------- | ------ | --- | --------- | ---------- |
| Marconi Perillo PSDB              | José Eliton Júnior PP        | 45     | Garantia de um Futuro Melhor para Goiás (PSDB, PP, PSD, PR, PDT, PTB, PRB, PPS, PROS, PV, PEN, PHS, PMN, PSL, PTC, PTdoB) | 1.750.977 | 57,44%     |
| Iris Rezende PMDB                 | Armando Vergílio SD          | 15     | Amor por Goiás (PMDB, SD, DEM, PCdoB, PPL, PRTB, PTN)                                                                     | 1.297.592 | 42,56%     |

## Resultado da eleição para senador
| Candidatos a senador da República | Candidatos a suplente de senador                            | Número | Coligação | Votação   | Percentual |
| --------------------------------- | ----------------------------------------------------------- | ------ | --- | --------- | ---------- |
| Ronaldo Caiado DEM                | Luiz Carlos do Carmo PMDB Eládio Barbosa Carneiro PMDB      | 251    | Amor por Goiás (PMDB, SD, DEM, PCdoB, PPL, PRTB, PTN)                                                                     | 1.283.665 | 47,57%     |
| Vilmar Rocha PSD                  | Cyro Miranda PSDB Cybelle Silva Tristão PSDB                | 551    | Garantia de um Futuro Melhor para Goiás (PSDB, PP, PSD, PR, PDT, PTB, PRB, PPS, PROS, PV, PEN, PHS, PMN, PSL, PTC, PTdoB) | 1.012.496 | 37,52%     |
| Marina Sant'anna PT               | Edson Bueno Coutinho PT Antônio Bites Leão PT               | 131    | — | 298.589   | 11,07%     |
| Aguimar Jesuíno PSB               | Gercyley Batista de Souza PRP Sebastião Braz dos Reis PSB   | 401    | Participação Popular (PSB, PSC, PRP)                                                                                      | 80.120    | 2,97%      |
| Elber Sampaio PSOL                | Augustinho Scheffer da Rosa PSOL Aécio Aires Fernandes PSOL | 500    | — | 9.503     | 0,35%      |
| Aldo Muro Jr. PSDC                | Marizete Pires Costa PSDC Fernando Silva Magalhães PSDC     | 271    | — | 9.226     | 0,34%      |
| Antônio Vieira Neto PCB           | Urias Bispo Bezerra PCB José Lincoln de Amorim PCB          | 210    | Construindo o Poder Popular: Goiás para os Trabalhadores (PCB, PSTU)                                                      | 4.810     | 0,18%      |

## Contexto
Em 31 de outubro de 2010, o então senador Marconi Perillo, do Partido da Social Democracia Brasileira (PSDB), foi eleito governador de Goiás com 53% dos votos válidos. Perillo já havia governado o estado por dois mandatos, de 1999 a 2002 e de 2003 a 2006. No pleito de 2010 – assim como em 1998 – o atual governador derrotou seu adversário histórico, o ex-governador Iris Rezende, do Partido do Movimento Democrático Brasileiro (PMDB), que conseguiu forjar uma aliança com o Partido dos Trabalhadores (PT), que se posicionava como uma terceira via no estado desde o final da década de 1990. A aliança se formalizou durante as articulações para a eleição municipal de 2008 em Goiânia, quando o então prefeito Rezende definiu o petista Paulo Garcia como seu candidato a vice. Garcia assumiu o cargo após a renúncia de Rezende para concorrer ao governo do Estado e foi re-eleito em 2012 no primeiro turno com quase 60% dos votos, sobretudo devido ao apoio de Rezende.
Em 29 de fevereiro de 2012, o contraventor Carlinhos Cachoeira, que faturava entre 1 e 3 milhões de reais por mês com a exploração do jogo do bicho no estado de Goiás, foi preso em Goiânia como resultado da Operação Monte Carlo da Polícia Federal (PF). Escutas telefônicas realizadas pela PF revelaram os laços entre o contraventor e membros do poder executivo de Goiás. Cachoeira teria pago as despesas da campanha de Marconi e comprou uma casa que pertencia a este último (mesmo local onde foi preso pela PF), chegando a ordenar que o dinheiro da venda fosse levado para o Palácio das Esmeraldas, sede do governo de Goiás. A ex-chefe de gabinete do governador, Eliane Pinheiro, tenha repassado informações sigilosas ao grupo de Cachoeira e Edivaldo Cardoso de Paula, ex-presidente do Departamento Estadual de Trânsito de Goiás (Detran-GO), teria sido indicado ao cargo pelo próprio contraventor. Após a divulgação do elo entre membros do Governo Marconi e Carlinhos Cachoeira, o governador enfrentou vários protestos nas ruas de Goiânia e passou a armagar altos índices de impopularidade, sobretudo na Região Metropolitana de Goiânia.
O escândalo atingiu seu auge com a cassação do então senador Demóstenes Torres, ex-secretário de Segurança Pública de Perillo entre 1999 e 2002. Torres, então no Democratas (DEM) e re-eleito em 2010 pela coligação Goiás Quer Mais, cujo candidato a governador era Perillo, estaria atuando em defesa dos interesses de Cachoeira no Congresso Nacional, segundo escutas obtidas pela PF. O senador trocou 298 ligações telefônicas com o acusado; nelas, Torres pediu dinheiro ao contraventor e vazou informações sobre o conteúdo de reuniões oficiais do Senado para Cachoeira. Como resultado de um processo administrativo aberto contra ele por seus pares, Demóstenes Torres se tornou o segundo membro do Senado Federal a ser cassado em mais de 185 anos de existência desta Casa legislativa, perdendo seus direitos políticos e ficando inelegível para cargos públicos até 2027. Ele retomou seu cargo de procurador no Ministério Público de Goiás, onde recebe salário de 24 mil reais.
A base aliada de Perillo vem trabalhando, desde então, para afastar o desgaste da imagem pública do governador após o escândalo. Foi criada, com essa finalidade, uma agenda positiva de obras de infraestrutura por todo o Estado. Em abril de 2013, entretanto, uma reportagem da revista CartaCapital denunciou a existência de uma rede de espionagem na internet comandada pelo Palácio das Esmeraldas e liderada por um hacker de codinome "Mr. Magoo". O hacker contratado pelo governo estadual estaria grampeando telefones e invadindo perfis de aliados e adversários de Perillo, além de criar dezenas perfis falsos nas redes sociais para defender o governador e atacar seus desafetos. Além disso, o governo enfrenta uma crise junto a categorias importantes do funcionalismo público, como professores – que fizeram greve de 51 dias em 2012 – e a Polícia Civil – que realizou greve de 88 dias em 2013. Apesar do favoritismo de Marconi Perillo e Iris Rezende nas intenções de voto, pesquisas indicam um certo descontentamento do eleitorado com ambos, que polarizam a disputa política no Estado desde 1998.
Apesar de Marconi não possuir bons índices de aprovação, a oposição também enfrenta problemas. O principal deles diz respeito à alta rejeição ao prefeito Paulo Garcia em Goiânia, o que pode prejudicar o desempenho tanto do peemedebista Iris Rezende quanto do petista Antonio Gomide, ex-prefeito de Anápolis. Garcia foi o escolhido por Rezende para substitui-lo na prefeitura da capital e, além disso, é do mesmo partido de Gomide. Atualmente a prefeitura de Goiânia opera com dívida mensal de R$ 40 milhões e apenas em maio de 2014 enfrentou as paralisações dos servidores da Secretaria Municipal de Educação, da Agência Municipal de Trânsito, da Guarda Civl Metropolitana e do transporte coletivo. Gomide está focando sua campanha no interior e, quando a campanha começar oficialmente, deve buscar se desassociar de Garcia, com quem divergiu no começo do ano quanto ao lançamento de uma candidatura própria pelo PT; Garcia defendia que o PT deveria apoiar o nome escolhido pelo PMDB. Para ele, o PT abdicar de lançar candidato próprio era uma questão de gratidão com Rezende, seu padrinho político. No entanto, Garcia acabou isolado pelas principais lideranças petistas. Gomide deverá tentar convencer o eleitor goianiense sobre os êxitos de sua gestão em Anápolis, mostrando que é diferente de Garcia.

## Definição das candidaturas
- Partido da Social Democracia Brasileira (PSDB): O governador Marconi Perillo vinha evitando falar sobre as eleições, postergando o debate e alegando foco na administração.[2] No entanto, sempre esteve claro de que ele concorreria pela quarta vez ao cargo de governador, uma vez que era a única opção da base marconista.[2] Com alto índice de rejeição na Região Metropolitana de Goiânia, o governador deve concentrar sua campanha no interior.[26] Entretanto, não deve contar desta vez com o apoio dos anapolinos, visto que o ex-prefeito daquela cidade, Antonio Gomide, deverá lançar sua candidatura.[27] É provável que, pela primeira vez, Perillo não ganhe a disputa em nenhuma das três maiores cidades do estado: Goiânia, Aparecida de Goiânia e Anápolis.[26] Com a maior coligação do Estado, que uniu 17 partidos, Marconi lançou sua candidatura à reeleição em 28 de junho de 2014 no Goiânia Arena.[28]
- Partido do Movimento Democrático Brasileiro (PMDB): Iris Rezende sempre foi considerado como candidato por boa parte dos peemedebistas.[2] Contudo, o empresário Júnior da Friboi, que comanda o grupo JBS Friboi – e foi o maior doador para a campanha de Marconi em 2006, quando chegou a ser cogitado pelo governador como seu sucessor[29] –, articulou sua candidatura pelo partido, defendendo a realização de prévias.[2] Em 4 de abril de 2014, mesmo dia em que o PT rompeu com o PMDB, Rezende lançou sua pré-candidatura ao governo do Estado.[30] Com o partido dividido entre dois pré-candidatos, esperava-se que Rezende enfrentasse Friboi em prévias eleitorais.[30][31] No entanto, em 22 de maio de 2014 o empresário publicou um texto no Facebook anunciando sua desistência.[32] Na publicação, Friboi afirmou que estava desistindo da candidatura para não "dividir o PMDB" e que só cogitou a possibilidade de ser candidato após Rezende lhe dizer que não tinha a pretensão de disputar o governo em 2014.[32] Rezende logo começou a articular sua candidatura, recebendo a visita do presidenciável Eduardo Campos (PSB) em seu apartamento (o que gerou especulações que mais tarde se provaram falsas de que poderia receber o apoio de Vanderlan Cardoso),[33] e forjando uma aliança com os ex-rivais Armando Vergílio (SD, candidato a vice) e Ronaldo Caiado (DEM, candidato a senador).[34] A candidatura de Iris Rezende foi homologada pelo PMDB em 30 de junho de 2014.[34]
- Partido dos Trabalhadores (PT): O nome do PT para a corrida sucessória é o ex-prefeito de Anápolis Antonio Gomide.[4] Em 2012, Gomide e Paulo Garcia estenderam a força do PT em dois municípios estratégicos para a sucessão: Goiânia e Anápolis, cidade na qual o PMDB encontra dificuldades.[35] Gomide foi reeleito com a maior votação proporcional de todo o País, 89% dos votos válidos, tendo mantido altos índices de aprovação até o início de 2014.[4] Garcia pressionou pela aliança com o PMDB de seu padrinho político Iris Rezende.[4] No início de abril de 2014, no entanto, Gomide foi oficializado pelo PT como candidato[36] e renunciou à prefeitura de Anápolis para poder concorrer ao governo estadual, pondo oficialmente um fim à aliança PT-PMDB estabelecida durante as eleições municipais de 2008 em Goiânia.[37] Apesar disso, o PMDB continuou pressionando o PT para que esse último não lançasse candidato; os peemedebistas teriam ameaçado votar em bloco contra a manutenção da coligação nacional entre PT e PMDB durante a convenção nacional do PMDB caso o PT não retirasse a candidatura de Gomide.[38] A candidatura de Gomide foi homologada em 27 de junho, quando foi anunciado que Tayrone Di Martino, também do PT, seria seu candidato a vice-governador.[39] O partido não conseguiu forjar uma coligação e irá lançar uma "chapa pura".[39]
- Partido Socialista Brasileiro (PSB): O PSB lançou o empresário e ex-prefeito de Senador Canedo Vanderlan Cardoso para a disputa ao Palácio das Esmeraldas.[4] Cardoso, que disputou o governo em 2010 pelo Partido da República (PR) e obteve impressionantes 500 mil votos,[33] teve uma breve passagem pelo PMDB e, após desentendimentos com Iris Rezende, se filiou ao PSB,[40] assumindo, sob as bênçãos do candidato a presidente e dirigente nacional do partido, Eduardo Campos, a presidência do Diretório Regional do PSB em Goiás, com o objetivo de disputar novamente o governo do Estado.[2] Em 14 de junho de 2014, a candidatura de Vanderlan foi homologada pelo PSB, pondo fim às especulações de que ele poderia se aliar à chapa encabeçada por Iris Rezende.[41] A aliança PSB-PMDB foi considerada inviável devido ao fato de que Ronaldo Caiado (DEM) é o candidato a Senador pela chapa do PMDB. Marina Silva, candidata a vice-presidente pelo PSB, teria vetado a articulação de acordos com ruralistas.[33]
- Partido Comunista Brasileiro (PCB): A professora Marta Jane, que concorreu ao Palácio das Esmeraldas em 2010 pelo Partido Comunista Brasileiro (PCB), lançou novamente sua candidatura em 2014.[42] Ela buscou o apoio dos outros dois partidos com os quais o PCB compõe a Frente de Esquerda: PSOL e PSTU.[42] No entanto, o PSOL apresentou seus próprios nomes para a disputa sucessória e preferiu não compor com PCB e PSTU.[43] A candidatura de Marta Jane foi homologada em 26 de junho de 2014 pelo PCB.[44] O vice escolhido para a chapa foi Felipe Rodrigo do PSTU.[44]
- Partido Socialismo e Liberdade (PSOL): O PSOL oficializou a candidatura do professor Weslei Garcia como candidato ao governo do Goiás em 28 de junho de 2014.[45] Também compõem a chapa a socióloga Cíntia Dias, como candidata a vice-governadora, e o advogado Élder Sampaio de Araújo, postulante ao Senado. O PSOL disputará as eleições em Goiás sem nenhuma aliança com qualquer outro partido.[45]
- Partido Social Democrata Cristão (PSDC): O advogado Alexandre Magalhães foi oficializado como candidato a governador pelo PSDC em 27 de junho de 2014.[46] Ele havia desistido de disputar o governo para apoiar Marconi Perillo, mas voltou atrás.[47]

## Coligações e candidaturas
| Candidato a governador   | Candidato a vice-governador | Número eleitoral | Coligação | Candidato a senador | Número eleitoral |
| ------------------------ | --------------------------- | ---------------- | --- | ------------------- | ---------------- |
| Alexandre Magalhães PSDC | Rodrigo Adorno PSDC         | 27               | Nenhuma | Aldo Muro PSDC      | 271              |
| Antonio Gomide PT        | José do Carmo PT            | 13               | Nenhuma | Marina Sant'anna PT | 131              |
| Iris Rezende PMDB        | Armando Vergílio SD         | 15               | Amor por Goiás PMDB / DEM / SD / PC do B / PRTB / PTN / PPL                                                                              | Ronaldo Caiado DEM  | 251              |
| Marconi Perillo PSDB     | José Eliton Junior PP       | 45               | Garantia de um Futuro Melhor para Goiás PRB / PP / PDT / PTB / PSL / PR / PPS / PHS / PMN / PTC / PV / PSDB / PEN / PSD / PT do B / PROS | Vilmar Rocha PSD    | 551              |
| Marta Jane PCB           | Felipe Rodrigo PSTU         | 21               | Construindo o Poder Popular: Goiás para os Trabalhadores PCB / PSTU                                                                      | Antônio Neto PCB    | 210              |
| Vanderlan Cardoso PSB    | Alcides Ribeiro PSC         | 40               | Participação PopularPSB / PSC / PRP | Aguimar Jesuíno     | 401              |
| Weslei Garcia PSOL       | Cintia Dias PSOL            | 50               | Nenhuma | Elber Sampaio PSOL  | 500              |

## Horário Eleitoral
Em 29 de julho de 2014, o Tribunal Regional Eleitoral de Goiás definiu o tempo das coligações no Horário Eleitoral Gratuito, assim como a ordem de apresentação dos candidatos. No rádio, a propaganda será exibida das 7:00 às 7:50 e das 12:00 às 12:50; na televisão, irá ao ar das 13:00 às 13:50 e das 20:30 às 21:20. O Horário Eleitoral Gratuito será o seguinte:
| Vanderlan Cardoso                       | 1 minuto e 57 segundos  |
| Weslei Garcia                           | 1 minuto e 1 segundo    |
| Alexandre Magalhães                     | 58 segundos             |
| Marconi Perillo                         | 7 minutos e 19 segundos |
| Antônio Gomide                          | 3 minutos e 14 segundos |
| Marta Jane                              | 57 segundos             |
| Iris Rezende                            | 4 minutos e 30 segundos |
| Candidatos a deputado estadual          |                         |
| Partido Republicano Brasileiro          | 44 segundos             |
| Garantia de um Futuro Melhor para Goiás | 7 minutos e 26 segundos |
| Partido Social Democrata Cristão        | 30 segundos             |
| Partido Comunista Brasileiro            | 28 segundos             |
| Amor por Goiás                          | 4 minutos e 30 segundos |
| Participação Popular                    | 1 minuto e 29 segundos  |
| Partido Humanista da Solidariedade      | 28 segundos             |
| Partido Trabalhista do Brasil           | 28 segundos             |
| Pra Goiás Avançar                       | 28 segundos             |
| Partido Socialismo e Liberdade          | 33 segundos             |
| Partido dos Trabalhadores               | 2 minutos e 45 segundos |
| Candidatos a senador                    |                         |
| Ronaldo Caiado                          | 2 minutos e 15 segundos |
| Antônio Neto                            | 28 segundos             |
| Aldo Muro                               | 29 segundos             |
| Elber Sampaio                           | 30 segundos             |
| Vilmar Rocha                            | 3 minutos e 39 segundos |
| Aguimar Jesuíno                         | 58 segundos             |
| Marina Sant'anna                        | 1 minuto e 37 segundos  |

| Candidatos a presidência                                | 25 minutos              |
| Candidatos a deputado federal                           |                         |
| Garantia de um Futuro Melhor para Goiás                 | 8 minutos e 54 segundos |
| Participação Popular                                    | 2 minutos e 29 segundos |
| Partido Comunista Brasileiro                            | 1 minuto e 11 segundos  |
| Partido Socialismo e Liberdade                          | 1 minuto e 17 segundos  |
| Partido dos Trabalhadores                               | 4 minutos e 7 segundos  |
| Partido Social Democrata Cristão                        | 1 minuto e 13 segundos  |
| Amor por Goiás (PMDB, DEM, SD, PC do B, PRTB, PTN, PPL) | 5 minutos e 45 segundos |

## Pesquisas de opinião

### Governador 1º Turno
| Período da pesquisa | Instituto | Candidato              | Candidato               | Candidato           | Candidato           | Candidato        | Candidato            | Nenhum / Branco / Nulo / NS / NR |       |
| Período da pesquisa | Instituto | Marconi Perillo (PSDB) | Vanderlan Cardoso (PSB) | Iris Rezende (PMDB) | Antonio Gomide (PT) | Marta Jane (PCB) | Weslei Garcia (PSOL) | Nenhum / Branco / Nulo / NS / NR |       |
| ------------------- | --------- | ---------------------- | ----------------------- | ------------------- | ------------------- | ---------------- | -------------------- | -------------------------------- | ----- |
| 29/06 a 4/07/2014   | Serpes    | 37,1%                  | 9%                      | 26,3%               | 7,6%                | 1,6%             | 1,2%                 | 17%                              |       |
| 1 a 8/06/2014       | Verus     | 33,9%                  | 11%                     | 34,5%               | 7,2%                | 1,9%             | –                    | 11,5%                            |       |
| 2 a 6/05/2014       | Fortiori  | 41%                    | 16%                     | –                   | 10%                 | 15%              | –                    | –                                | 18%   |
| 2 a 6/05/2014       | Fortiori  | 43%                    | 18%                     | –                   | –                   | 17%              | –                    | –                                | 22%   |
| 17 a 21/05/2014     | Serpes    | 36,2%                  | 16,7%                   | 29,6%               | –                   | –                | –                    | 17,5%                            |       |
| 17 a 21/05/2014     | Serpes    | 41,8%                  | 16,4%                   | –                   | –                   | 14,6%            | –                    | –                                | 27,2% |
| 17 a 21/05/2014     | Serpes    | 34,5%                  | 12,9%                   | 26,6%               | 8,4%                | –                | –                    | 17,7%                            |       |
| 17 a 21/05/2014     | Serpes    | 37,5%                  | 12,9%                   | –                   | 9,1%                | 12,2%            | –                    | –                                | 28,3% |
| 18 a 24/01/2014     | Fortiori  | 36%                    | 16%                     | 32%                 | –                   | –                | –                    | 16%                              |       |
| 18 a 24/01/2014     | Fortiori  | 39%                    | 20%                     | –                   | 9%                  | 13%              | –                    | –                                | 19%   |
| 18 a 24/01/2014     | Fortiori  | 41%                    | 22%                     | –                   | –                   | 16%              | –                    | –                                | 22%   |

### Governador 2º Turno
| 12/10 a 14/10/2014 | Ibope | 50% | 39% | 11% |

## Resultados

### Governador

#### 1º Turno
| Candidato a governador   | Candidato a vice-governador | Número | Votação         | Percentual |
| ------------------------ | --------------------------- | ------ | --------------- | ---------- |
| Marconi Perillo PSDB     | José Éliton PP              | 45     | 1.451.330 votos | 45,86%     |
| Iris Rezende PMDB        | Armando Vergilio SD         | 15     | 898.645 votos   | 28,40%     |
| Vanderlan Cardoso PSB    | Professor Alcides PSC       | 40     | 474.090 votos   | 14,98%     |
| Antônio Gomide PT        | Tayrone de Martino PT       | 13     | 319.233 votos   | 10,09%     |
| Professor Weslei PSOL    | Cíntia Dias PSOL            | 50     | 10.522 votos    | 0,33%      |
| Marta Jane PCB           | Felipe Rodrigo PSTU         | 21     | 5.786 votos     | 0,18%      |
| Alexandre Magalhães PSDC | Rodrigo Adorno PSDC         | 27     | 5.105 votos     | 0,16%      |

#### 2º Turno
A realização do segundo turno marcou a vitória do tucano Marconi Perillo com 1.750.977 votos. A abstenção no segundo turno foi de 932.427 eleitores, totalizando 21,53% do eleitorado goiano apto a votar.
| Candidato            | Candidato a vice-governador | Número | Votação         | Percentual | Resultado | Ref.   |
| -------------------- | --------------------------- | ------ | --------------- | ---------- | --------- | ------ |
| Marconi Perillo PSDB | José Éliton PP              | 45     | 1.750.977 votos | 57,44%     | Eleito    | [ 54 ] |
| Iris Rezende PMDB    | Armando Vergilio SD         | 15     | 1.297.592 votos | 42,56%     |           | [ 54 ] |
| Votos apurados       | 3.397.505                   |        |                 | 3.397.505  |           | [ 54 ] |
| Votos válidos        | 3.048.569                   |        |                 | 89,73%     |           | [ 54 ] |
| Votos brancos        | 90.917                      |        | 90.917 votos    | 2,68%      |           | [ 54 ] |
| Votos nulos          |                             |        | 258.019         | 7,59%      |           | [ 54 ] |

### Deputados federais
Os principais partidos que representam Goiás na Câmara dos Deputados, o PSDB e o PMDB, elegeram, respectivamente, 6 e 2 deputados federais (o PSD também elegeu 2 parlamentares). O PT, o PR, o PDT e o PTB mantiveram 1 deputado cada um, enquanto o PP perdeu uma vaga. O Democratas, que havia elegido 3 candidatos em 2010, não conseguiu reeleger nenhum, juntamente com o PMN, que também não emplacou nenhum deputado. O PPS conseguiu eleger seu primeiro parlamentar, assim como o Solidariedade (estreante em eleições). 2 deputados não conseguiram a reeleição: Iris de Araujo (PMDB) e Sandes Júnior (PP).
Entre os que não conseguiram se eleger, destaque para o jornalista Jorge Kajuru, do PRP, que recebeu 106.291 votos, porém o quociente eleitoral da coligação "Participação Popular 1" o impediu de ser eleito.

Representação eleita
  PSDB: 6
  PMDB: 2
  PSD: 2
  PDT: 1
  PR: 1
  PT: 1
  PTB: 1
  PPS: 1
  PP: 1
  SD: 1

Fonteː
| Eleitos à Câmara dos Deputados           | Votos           | %     |
| ---------------------------------------- | --------------- | ----- |
| Delegado Waldir (PSDB)                   | 274.625         | 9,06% |
| Daniel Vilela (PMDB)                     | 179.214         | 5,91% |
| Flávia Morais (PDT)                      | 159.122         | 5,25% |
| Giuseppe Vecci (PSDB) Magda Mofatto (PR) | 120.283 118.458 | 3,91% |
| Rubens Otoni (PT)                        | 115.874         | 3,82% |
| Célio Silveira (PSDB)                    | 110.992         | 3,66% |
| Alexandre Baldy (PSDB)                   | 107.544         | 3,55% |
| João Campos (PSDB)                       | 107.344         | 3,54% |
| Jovair Arantes (PTB)                     | 92.945          | 3,06% |
| Marcos Abrão (PPS)                       | 92.347          | 3,04% |
| Heuler Cruvinel (PSD)                    | 90.877          | 3%    |
| Roberto Balestra (PP)                    | 85.534          | 2,82% |
| Fábio Sousa (PSDB)                       | 82.204          | 2,71  |
| Thiago Peixoto (PSD)                     | 79.666          | 2,63% |
| Lucas Vergílio (SD)                      | 78.387          | 2,58% |
| Pedro Chaves (PMDB)                      | 77.925          | 2,57% |

### Deputados estaduais
Na disputa pelos cargos da Assembleia Legislativa de Goiás (ALEGO), o Partido da Social Democracia Brasileira (PSDB) foi o grande vencedor do pleito conseguindo sete deputados, seguido pelo Partido do Movimento Democrático Brasileiro (PMDB), Partido Social Democrático (PSD) e o Partido Trabalhista Brasileiro (PTB), que fizeram cinco deputados cada.

Representação eleita
  PSDB: 7
  PMDB: 5
  PSD: 5
  PTB: 5
  PT: 4
  PR: 2
  PHS: 2
  PSL: 2
  DEM: 1
  SD: 1
  PRP: 1
  PDT: 1
  PSC: 1
  PMN: 1
  PRTB: 1
  PCdoB: 1
  PROS: 1

Fonteː
| Número | Deputado Estadual        | Partido | Votação | Porcentagem | Cidade onde nasceu | Estado            |
| ------ | ------------------------ | ------- | ------- | ----------- | ------------------ | ----------------- |
| 45111  | Mané de Oliveira         | PSDB    | 62.655  | 2,00%       | Goiânia            | Goiás             |
| 15601  | Paulo César Martins      | PMDB    | 54.629  | 1,75%       | Quirinópolis       | Goiás             |
| 55555  | Lincoln Tejota           | PSD     | 45.091  | 1,44%       | Goiânia            | Goiás             |
| 45678  | José Vitti               | PSDB    | 43.867  | 1,40%       | Goiânia            | Goiás             |
| 13123  | Del. Adriana Accorsi     | PT      | 43.424  | 1,39%       | Itapuranga         | Goiás             |
| 14141  | Henrique Arantes         | PTB     | 42.414  | 1,36%       | Goiânia            | Goiás             |
| 15700  | Bruno Peixoto            | PMDB    | 37.826  | 1,21%       | Goiânia            | Goiás             |
| 55123  | Virmondes Cruvinel Filho | PSD     | 37.655  | 1,20%       | Goiânia            | Goiás             |
| 45780  | Iso Moreira              | PSDB    | 37.430  | 1,20%       | Mambaí             | Goiás             |
| 45000  | Marquinho do Privê       | PSDB    | 37.273  | 1,19%       | Goiânia            | Goiás             |
| 14147  | Zé Antônio               | PTB     | 37.061  | 1,19%       | Itumbiara          | Goiás             |
| 15111  | Adib Elias               | PMDB    | 36.732  | 1,17%       | Catalão            | Goiás             |
| 14123  | Talles Barreto           | PTB     | 36.639  | 1,17%       | Itapuranga         | Goiás             |
| 22690  | Cláudio Meirelles        | PR      | 36.176  | 1,16%       | Goiânia            | Goiás             |
| 22122  | Álvaro Guimarães         | PR      | 35.660  | 1,14%       | Itumbiara          | Goiás             |
| 31221  | Jean Santos              | PHS     | 34.872  | 1,12%       | Itaberaí           | Goiás             |
| 14800  | Valcenor Braz            | PTB     | 34.771  | 1,11%       | Luziânia           | Goiás             |
| 45222  | Gustavo Sebba            | PSDB    | 33.760  | 1,08%       | Catalão            | Goiás             |
| 45045  | Lêda Borges              | PSDB    | 32.217  | 1,03%       | Conquista          | Minas Gerais      |
| 55333  | Diego Sorgatto           | PSD     | 32.162  | 1,03%       | Luziânia           | Goiás             |
| 25111  | Dr. Helio de Sousa       | DEM     | 31.137  | 1,00%       | Buriti Alegre      | Goiás             |
| 14133  | Marlúcio Pereira         | PTB     | 30.957  | 0,99%       | Cristalina         | Goiás             |
| 45321  | Nédio Leite              | PSDB    | 29.900  | 0,96%       | Jaraguá            | Goiás             |
| 55255  | Francisco Jr             | PSD     | 29.718  | 0,95%       | Goiânia            | Goiás             |
| 55000  | Lissauer Vieira          | PSD     | 29.676  | 0,95%       | Coronel Bicaco     | Rio Grande do Sul |
| 13800  | Humberto Aidar           | PT      | 28.375  | 0,91%       | Inhumas            | Goiás             |
| 77123  | Carlos Antônio de Sousa  | SD      | 28.093  | 0,90%       | Santa Inês         | Maranhão          |
| 15123  | José Nelto               | PMDB    | 28.042  | 0,90%       | Tiros              | Minas Gerais      |
| 15800  | Ernesto Roller           | PMDB    | 24.975  | 0,80%       | Formosa            | Goiás             |
| 31789  | Francisco Oliveira       | PHS     | 24.889  | 0,80%       | Morrinhos          | Goiás             |
| 13215  | Renato de Castro         | PT      | 23.219  | 0,74%       | Anápolis           | Goiás             |
| 44190  | Major Junio Araújo       | PRP     | 21.528  | 0,69%       | Goiânia            | Goiás             |
| 12012  | Dr. Antonio Morais       | PDT     | 21.155  | 0,68%       | Mossâmedes         | Goiás             |
| 20012  | Simeyzon Silveira        | PSC     | 20.472  | 0,65%       | Goiânia            | Goiás             |
| 13188  | Luis Cesar Bueno         | PT      | 20.290  | 0,65%       | Goiânia            | Goiás             |
| 33456  | Eliane Pinheiro          | PMN     | 19.778  | 0,63%       | Goiânia            | Goiás             |
| 28600  | Charles Bento            | PRTB    | 19.429  | 0,62%       | Goiânia            | Goiás             |
| 17000  | Lucas Calil              | PSL     | 18.128  | 0,58%       | Goiânia            | Goiás             |
| 65123  | Isaura Lemos             | PCdoB   | 17.701  | 0,57%       | Jundiaí            | São Paulo         |
| 17477  | Santana Gomes            | PSL     | 12.674  | 0,41%       | Pium               | Tocantins         |
| 90111  | Sérgio Bravo             | PROS    | 8.607   | 0,28%       | Goiânia            | Goiás             |